# Ashok K. Agrawala
Ashok K. Agrawala est professeur au département d'informatique de l'Université du Maryland à College Park et directeur du laboratoire Maryland Information and Network Dynamics. Il est l'auteur ou coauteur de sept livres et de plus de cent-cinquante publications scientifiques. Il est connu pour l'algorithme de Ricart et Agrawala développé par lui et Glenn Ricart. C'est  un algorithme d'exclusion mutuelle sur un système distribué qui est une extension et une optimisation de l'algorithme d'exclusion mutuelle distribuée de Leslie Lamport.

## Formation
Ashok Agrawala obtient les diplômes de bachelor et master en génie électrique au Indian Institute of Science de Bangalore en 1963 et 1965 respectivement, et des diplômes de maîtrise et de doctorat en mathématiques appliquées à l'Université Harvard, Cambridge, Massachusetts sous la supervision de Yu-Chi Ho en 1970.
Il commence sa carrière professionnelle en 1958 comme ingénieur principal au laboratoire de recherche appliquée d'Honeywell à Waltham, où il développe une machine de reconnaissance optique de caractères. Il est ensuite professeur adjoint d'informatique à l' Université du Maryland, College Park, en 1971, où est nommé professeur titulaire en 1982. Un de ses fils est le chercheur en infographie Maneesh Agrawala.

## Travaux scientifques
Agrawala fonde en 2001 le laboratoire MIND (Maryland Information and Network Dynamics Lab), dont il est directeur. Ce laboratoire a participé au développement de technologies de localisation en intérieur et de synchronisation précise d'horloge, et participe activement à la recherche sur le web sémantique. Les technologies développées au sein du laboratoire MIND ont donné naissance à quatre start-ups dans le Maryland. Agrawala a également créé un laboratoire nommé MAXWell, qui est devenu le seul laboratoire d'applications du Forum WiMAX de l'hémisphère occidental.
Les travaux ultérieurs d'Agrawala portent sur des systèmes contextuels présents en permanence et qui ont abouti au développement de M-Urgency, un système de sécurité publique fournissant des données audio et vidéo en temps réel, et la localisation depuis un lieu d'incident. Le cadre général de ce système contextuel porte le nom Rover System.

## Reconnaissance
Dans une étude de recherche, Agrawala est classé comme le 27e meilleur formateur en informatique au monde. Il est en effet prolifique, avec 49 thésards et 113 descendants académiques.
En 1991, il est  élu membre de l'Institute of Electrical and Electronics Engineers pour ses contributions aux algorithmes et politiques distribués pour les systèmes informatiques et en 2005 membre de l'AAAS. Il est membre senior de l'ACM et membre de Sigma Xi.

## Publications (sélection)
- Shem-Tov Levi et Ashok K. Agrawala, Real-time system design, McGraw-Hill Pub. Co, coll. « McGraw-Hill Computer Science series », 1990, xix+299 (ISBN 978-0-07-037491-1)
- Bijendra N. Jain et Ashok K. Agrawala, Open systems interconnection: its architecture and protocols, McGraw-Hill, coll. « McGraw-Hill series on computer communications », 1993 (ISBN 978-0-07-032385-8)

- Ashok K. Agrawala, Tomlinson G. Rauscher et Robert L. Ashenhurst, Foundations of Microprogramming: Architecture, Software, and Applications, Elsevier Reference Monographs, coll. « ACM monograph series », 2014, 416 p. (ISBN 978-1-4832-1587-7 et 978-0-12-045150-0)

## Réalisations (sélection)
- Développement de la technologie Cyclone permettant une livraison de données de bout en bout sans gigue ni perte dans les réseaux à très haut débit[7].
- Développement de la technologie Horus, une technologie de localisation en intérieur basée sur le RSSI en environnement WiFi offrant une précision inférieure à 2 pieds[8]
- Développement de la technologie PinPoint, une technologie de localisation très précise basée sur le temps de vol qui permet aux utilisateurs de localiser des objets à quelques centimètres de coordonnées spécifiées à l'intérieur comme à l'extérieur et de synchroniser les horloges à 20 ns près [9]
- Développement du système Context-Aware, Rover, pour améliorer considérablement la connaissance de la situation[10]

## Pages liées
- Ressources relatives à la recherche :   - Digital Bibliography & Library Project
  - Mathematics Genealogy Project